# 瓦尔德索尔姆斯
瓦尔德索尔姆斯是德国黑森州的一个市镇。总面积44.75平方公里，总人口4900人，其中男性2517人，女性2383人（2011年12月31日），人口密度109人/平方公里。